# The Colour of My Love Concert
The Colour of My Love Concert è il secondo home video della cantante canadese Céline Dion. È stato registrato il 7 e 8 settembre 1993 al Théàtre Capitole di Québec, in Canada (prima ancora del lancio dell'album The Colour of My Love e del The Colour of My Love Tour). È stato mandato in onda sul canale TV CTV nel dicembre 1993 e su Disney Channel nel febbraio 1994. È stato pubblicato su VHS il 19 ottobre 1995 e su DVD il 6 gennaio 1998. Nel 2008 sono usciti una Visual Milestones DVD edition ed un cofantetto contenente il DVD The Colour of My Love Concert e il CD The Colour of My Love.

## Descrizione
Céline Dion ha interpretato brani dai suoi tre album anglofoni precedenti, in particolare The Colour of My Love. Il concerto ha visto anche la partecipazione straordinaria di Peabo Bryson (con cui Céline ha interpretato Beauty and the Beast) e di Clive Griffin (con cui Céline ha cantato When I fall in love'). Céline ha cantato anche brani di successo come The Power of Love e Think Twice", ha dedicato ai genitori, presenti in sala, il suo primo brano Ce n'était qu'un rêve (scritto dalla madre e dal fratello Michel) e infine ha interpretato per la prima volta il brano di Elvis Presley Can't Help Falling in Love, un brano mai incluso in un CD fino al 2002, quando Céline lo ha reinterpretato nello show VH1 Divas Las Vegas (da cui sono stati tratti un CD e un DVD).
Nei paesi francofoni è stato incluso al VHS il video della hit di Céline, "Pour que tu m'aimes encore".

## Successo
The Colour of My Love Concert è rimasto 39 settimane nella Top Music Video chart negli USA, raggiungendo la posizione n° 19. Ha ottenuto il disco di platino per più di 100 000 copie vendute, lo stesso in Francia (20 000). Nella classifica francese dei video musicali, disponibile dal 2003, The Colour of My Love Concert è al 27º posto, in quella portoghese dei DVD musicali, disponibile dal 2004, al 10°.

## Tracce
1. Intro
2. Everybody's Talkin' My Baby Down
3. Love Can Move Mountains
4. If You Asked Me To
5. Only One Road
6. Ce n'était qu'un rêve
7. Misled
8. Think Twice
9. Where Does My Heart Beat Now
10. When I Fall in Love
11. Refuse to Dance
12. The Power of Love
13. Beauty and the Beast
14. Can't Help Falling in Love
15. The Colour of My Love

### Bonus
- Pour que tu m'aimes encore
- Discography